# Andreas Cervin
Andreas Cervin , né le 31 octobre 1888 à Okome et mort le 14 février 1972 à Göteborg, est un gymnaste artistique suédois.
Il est médaillé d'or du concours général par équipes aux Jeux olympiques d'été de 1908 à Londres.